# Divinities: Twelve Dances with God
| Recensione       | Giudizio |
| ---------------- | -------- |
| Progarchives     |          |
| George Starostin | [ 1 ]    |

Divinities: Twelve Dances with God (noto anche semplicemente come Divinities) è il secondo lavoro da solista di Ian Anderson, leader della band progressive rock inglese dei Jethro Tull, pubblicato nel 1995.

## Il disco
Ben 12 anni dopo l'uscita di Walk Into Light viene pubblicato Divinities. 
Il disco è completamente diverso dalla produzione andersoniana precedente tanto che, se non per l'inconfondibile stile con cui viene suonato il flauto, difficilmente qualcuno potrebbe azzardare che Divinities sia effettivamente un lavoro di Anderson.
Innanzitutto le 12 tracce sono interamente strumentali. L'idea di quest'album è stata avanzata dalla EMI che propose ad Anderson di comporre qualche pezzo per il flauto e qualche altro strumento tipico di un'orchestra. Dapprima egli non sembrò particolarmente convinto, memore dell'esperienza di A Classic Case. Ma la EMI lo incoraggiò suggerendo un album a sfondo religioso e spirituale. Questo smosse Anderson, da sempre interessato a questi argomenti, seppur in senso critico e fu così che, con l'aiuto di Andrew Giddings e Doane Perry (oltre ad altri 7 musicisti della Royal Philharmonic Orchestra di Londra), fu presto confezionato.
Un album rilassante, quasi chillout.

## Formazione
- Ian Anderson - flauti
- Andrew Giddings - tastiere
- Doane Perry - percussioni
- Douglas Mitchell - clarinetto
- Christopher Cowrie - oboe
- Jonathan Carrey - violino
- Nina Gresin - violoncello
- Randy Wigs - arpa
- Sid Gander - corno
- Den Redding - tromba

## Tracce
1. In a Stone Circle – 3:25
2. In Sight of the Minaret – 3:54
3. In a Black Box – 3:24
4. In the Grip of Stronger Stuff – 2:48
5. In Maternal Grace – 3:21
6. In the Moneylender's Temple – 3:19
7. In Defence of Faiths – 3:11
8. At Their Father's Knee – 5:43
9. En Afrique – 2:54
10. In the Olive Garden – 2:50
11. In the Pay of Spain – 4:05
12. In the Times of India (Bombay Valentine) – 8:09